# 9781 Jubjubbird
9781 Jubjubbird (1994 UB1) là một tiểu hành tinh vành đai chính được phát hiện ngày 31 tháng 10 năm 1994 bởi Y. Shimizu và T. Urata ở Đài thiên văn Nachi-Katsuura.